# Tenuilineus bicolor
Tenuilineus bicolor är en djurart som tillhör fylumet slemmaskar, och som först beskrevs av Addison Emery Verrill 1892.  Tenuilineus bicolor ingår i släktet Tenuilineus och familjen Lineidae. Inga underarter finns listade i Catalogue of Life.